# Iveco MMV
L'IVECO MMV 4x4 (ou Multipurpose Medium Vehicle 4x4 135E24) est un camion militaire de moyen tonnage, fabriqué par IVECO D.V., la filiale défense du groupe italien IVECO à partir de l'an 2000. C'est un camion tactique en configuration 4x4, spécialement conçu à des fins militaires et contrairement à la plupart de ses concurrents, ce n'est pas une version militarisée d'un camion commercial civil. Ce véhicule a été développé pour répondre à la demande de l'armée italienne d'avoir un camion militaire tout-terrain à haute mobilité pour les unités de première ligne. Il a été présenté en 2000. Un petit nombre de ces camions a aussi été commandé par l'armée de l'air italienne.

## L'IVECO MMV 4x4
L'IVECO MMV 4x4 est un véhicule de conception conventionnelle. Il a une capacité de charge utile de 6.400 kg. Le MMV est disponible en trois longueurs d'empattement : 6,00 - 6,50 et 7,30 mètres. Le véhicule dispose d'une carrosserie générale pour les troupes/cargo avec des ridelles. Le châssis de base peut recevoir d'autres équipements comme une citerne, une benne etc.. L'IVECO MMV peut également tracter des remorques ou des pièces d'artillerie d'un poids maximum de 6,00 tonnes. 
La cabine de ce camion militaire peut accueillir le conducteur et deux passagers. Elle peut être équipée d'un kit de blindage modulaire avec différents niveaux de protection. Des panneaux de blindage interchangeables sont situés à l'intérieur de la cabine. Un concept similaire de blindage supplémentaire est également utilisé par le véhicule léger Iveco VTLM Lince. Le niveau de protection peut être modifié pour s'adapter à des menaces spécifiques. Le niveau de protection maximal protège contre les obus perforants de 7,62 mm, les éclats d'obus d'artillerie et les mines antipersonnel. Une mitrailleuse de 7,62 mm peut être montée sur le toit.
L'IVECO MMV 4x4 utilise un certain nombre de composants utilisés par les modèles de la gamme militaire d'IVECO. Le véhicule peut être équipé, au choix, du moteur IVECO NEF turbo de 5,9 litres de cylindrée avec 3 puissances différentes : 210, 240 ou 270 chevaux DIN. Ce camion militaire est disponible avec une boîte de vitesses manuelle ou automatique. Le véhicule dispose d'une transmission intégrale 4x4 permanente. Il est équipé d'un système de gonflage centralisé des pneumatiques et, en option d'un treuil. Il peut franchir des passages à gué jusqu'à 1,2 m de profondeur. Ce camion tactique peut fonctionner dans des conditions de température allant de -32°C à +49°C.
L'IVECO MMV peut être transporté par avion par avion de transport tactique C.130 Hercules sans aucune préparation.

## Pays utilisateurs
- Italie
- Iveco ne dévoile jamais la liste de ses clients si ceux-ci ne le font pas.